# Canal Serrate
El Canal Serrate es un estrecho marino poco profundo de la costa meridional del Perú, que conecta la bahía de la Independencia, al este, con el océano Pacífico, al oeste. Se encuentra situado en el litoral de la provincia de Pisco, en el departamento de Ica, dentro de los límites de la Reserva nacional de Paracas.
El canal se extiende en dirección noroeste-sureste, entre la isla Santa Rosa y la punta Grande, que constituye el punto más cercano del continente a la isla. Es, junto al canal La Trujillana, uno de los dos accesos hacia el interior de la bahía de la Independencia. Es el menos amplio y profundo, tiene aproximadamente una anchura de solo 1,65 kilómetros, alcanzando una profundidad de 25 metros.
Las aguas que ingresan desde el Pacífico por el canal de Serrate hacia la bahía fluyen en forma paralela a las costas de la playa Ventosa y convergen con las aguas que ingresan por el canal La Trujillana. El canal de Serrate recibe su nombre en honor del capitán mercante Severiano Serrate, que la descubrió el 27 de julio de 1825 en el curso de sus viajes de comercio entre Chile y el Perú.